# Игуарасу
Игуарасу (порт. Iguaraçu) — муниципалитет в Бразилии, входит в штат Парана. Составная часть мезорегиона Северо-центральная часть штата Парана. Входит в экономико-статистический микрорегион Асторга. Население составляет 3824 человека на 2006 год. Занимает площадь 164,983 км². Плотность населения — 23,2 чел./км².

## История
Город основан 22 ноября 1955 года.

## Статистика
- Валовой внутренний продукт на 2003 год составляет 46 496 874,00 реалов (данные: Бразильский институт географии и статистики).
- Валовой внутренний продукт на душу населения на 2003 год составляет 12 499,16 реалов (данные: Бразильский институт географии и статистики).
- Индекс развития человеческого потенциала на 2000 год составляет 0,740 (данные: Программа развития ООН).